# Blow Up (Club)

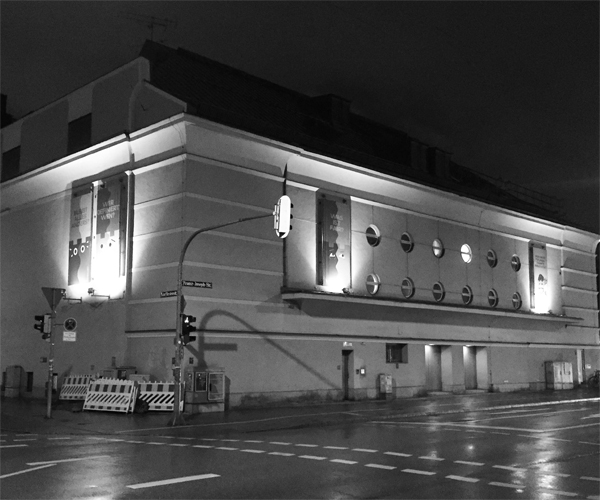
Das frühere Blow Up im Jahr 2019

Das Blow Up in München war Deutschlands erste Großraumdiskothek und einer der bekanntesten Nachtclubs Europas. Während seines Bestehens von 1967 bis 1972 war der Nachtclub wegen seiner zahllosen Happenings, Drogengeschichten und psychedelischen Lichtprojektionen ein Lieblingsthema der Illustrierten und Tageszeitungen. Die britische Wochenschau Pathé News beschreibt den Club als „das heißeste und teuerste Happening Center in Westdeutschland. Es ist wild, es ist abgefahren, es ist trendig, es hat einfach alles.“

## Geschichte und Beschreibung
Der Club wurde 1967 von den Brüdern Anusch und Temur Samy in dem Gebäude des früheren Kinos Schauburg aus dem Jahr 1926, in der Franz-Joseph-Straße 47, beim Elisabethmarkt im Münchner Stadtteil Schwabing errichtet. Er wurde nach dem Film Blow Up von Michelangelo Antonioni von 1966 benannt. Die iranischstämmigen Brüder Temur und Anusch Samy, die die ersten Konzept- und Erlebnisgastronomen in Deutschland und als die „Könige der Flower-Power-Ära in Schwabing“ bekannt waren, gründeten ein Firmenimperium aus mehreren Nachtclubs, neuartigen Lokalen (darunter das Drugstore), Undergroundkneipen, einem Brauhaus, dem Einkaufszentrum Citta 2000 und einem innovativen Taxiunternehmen. Sie wurden von Zeitzeugen und Geschäftspartnern als Trendsetter beschrieben, die eine neue Art Gastronomie in München schufen, die die ganze Stadt veränderte.
Das Blow Up, „Vorläufer des ein Jahrzehnt später in New York eröffneten Studio 54“, bot den Gästen zahlreiche Ebenen und Plattformen, auf denen die Bands spielten und Go-go Girls tanzten, sowie eine stufenlose Gangway, über die die Partygäste die verschiedenen Ebenen erreichen und von der aus sie die Haupttanzfläche beobachten konnten, auf der die Tanzenden von 250 Bühnenscheinwerfern, Lichtprojektoren und Stroboskopen beleuchtet waren. Eine der Innovationen war, dass die Scheinwerfer auf den Rhythmus der Musik reagierten, was den Beginn der synchron gestalteten Lichtshows in Diskotheken markierte. Allein in die Installationen des Clubs investierten die Samy-Brüder 850.000 D-Mark.
Bereits die Eröffnungsfeier, über die viele Medien breit berichteten, machte das Blow Up zu einer nationalen Sensation. Etwa 5000 Menschen drängten in den Club, als jedoch erst 1600 Einlasskarten verkauft worden waren, konnte dem Druck der Menge nicht länger standgehalten werden und die Anstehenden stürmten in das Gebäude. Bald hatten es 3500 Gäste hinein geschafft, eintausend mehr als offiziell erlaubt. In diesem allgemeinen Durcheinander warfen „Herren im Smoking“ eine der Kassen um und ließen Quittungen mitgehen, einem prominenten PR-Berater wurde die Brille aus dem Gesicht geschlagen, und ein junger Mann bemächtigte sich des Mikrofons, um seine Sympathie für Rudi Dutschke zu äußern und die Bundesrepublik Deutschland der Ausbeuterei zu beschuldigen. Die eisernen Geländer auf den zum Tanzen gedachten Plattformen wurden niedergerissen und mit Ölfarben wurden Sympathiebekundungen für die Vietcong auf die Betonwände gemalt. Diese Aktionen wurden zum Teil toleriert, da Clubbetreiber Anusch Samy den Nachtclub als „Action Center“ betrachtete, was die „gestaltende Mitwirkung des Publikums“ mit einschloss; Niedergetretenes sollte nicht wieder aufgerichtet und auf die Wände gepinseltes nicht entfernt werden. Auf der Premierenparty traten die Londoner Beat-Band von Richard Hurst, der DJ Dave Lee Travis vom britischen Piratensender Radio Caroline sowie die Gerhard-Wilson Go-go-Girls aus Paris auf. Es wurde von den psychedelischen Lichtprojektionen und einem wilden „Paint-in“, bei dem sich die Teilnehmer gegenseitig pfundweise Farbe auf die Körper warfen, berichtet. Währenddessen erhielten Hunderte Gäste, die ihr Auto im Umfeld des Clubs falsch geparkt hatten, Strafzettel. Diese als legendär geltende erste Nacht endete mit einer Tränengasattacke, die die Menge zu einem überstürzten Aufbruch durch die Notausgänge trieb.
In den folgenden Jahren war die Diskothek immer wieder Thema der Illustrierten und Tageszeitungen wegen zahlloser außergewöhnlicher Happenings wie Paint-ins oder Pool-Parties, bei denen die Gäste zur Musik in Badebekleidung in einem auf der Tanzfläche aufgebauten Swimmingpool tanzten, wegen Filmvorführungen oder „Multimedia-Discos“, wegen der zahlreichen um den Nachtclub kursierenden Drogengeschichten, seiner psychedelischen Lichtprojektionen sowie wegen der international bekannten Künstler, die im Blow Up auftraten. Zu den auftretenden Künstlern gehörten Weltstars wie Jimi Hendrix, der hier seine ersten Live-Auftritte in Deutschland absolvierte, Pink Floyd, Yes, Sammy Davis, Jr., Bill Haley, Amon Düül, Julie Driscoll Tippetts oder Brian Auger. Der Nachtclub kam auch wegen weiterer Ereignisse in die Schlagzeilen, wie dem Besuch des Schriftstellers Günter Grass, der eine Lesung „zwischen wippenden Go-go-Girls“ gab, Besuchen der Kommunarden Fritz Teufel, Uschi Obermaier und Rainer Langhans, des späteren RAF-Terroristen Andreas Baader sowie weiterer Prominenter und Filmstars wie Uschi Glas, Peter Kraus, Gunter Sachs oder Prinz Johannes von Thurn und Taxis. Peter Kraus wurde auch als künstlerischer Leiter angestellt und buchte Auftritte.
Am 6. März 1970 starb Clubbetreiber Anusch Samy bei einem Absturz eines Privatflugzeugs kurz vor dem Flughafen Samedan bei St. Moritz. Nach seinem Tod konnte sein Bruder Temur das Party-Imperium nicht zusammenhalten, und „Münchens größte Beat-Sensation“ musste 1972 schließen. Später plante eine Supermarktkette, in das Gebäude zu ziehen, was durch eine Bürgerinitiative verhindert wurde. Schließlich kaufte die Stadt München das Gebäude, das seit 1977 das Kinder- und Jugendtheater Schauburg beherbergt.

## Zitate
„Genau so habe ich mir die Eröffnung vorgestellt.“

„Wer dabei war, sich treten, schieben, stoßen ließ, mit abgerissenen Knöpfen am Sakko, Tartarbrot auf der Hose, und auch sonst leicht verwirrt durch Schockmusik, Go-go-Girls und Psychedelic-Bildwerfer die Stätte des Infernos verließ, war selbst schuld, er hätte bloß nicht hingehen müssen.“

„Natürlich haben die beiden [Samy-Brüder] etwas völlig Neues aufgebaut, aber sie haben auch die alte Infrastruktur von Schwabing zerstört.“